# Древин, Андрей Александрович
Андре́й Алекса́ндрович Дре́вин (26 августа 1921, Москва — 7 апреля 1996, там же) — советский и российский скульптор. Сын художников Александра Древина и Надежды Удальцовой. Автор памятника И. А. Крылову на Патриарших прудах в Москве.

## Биография

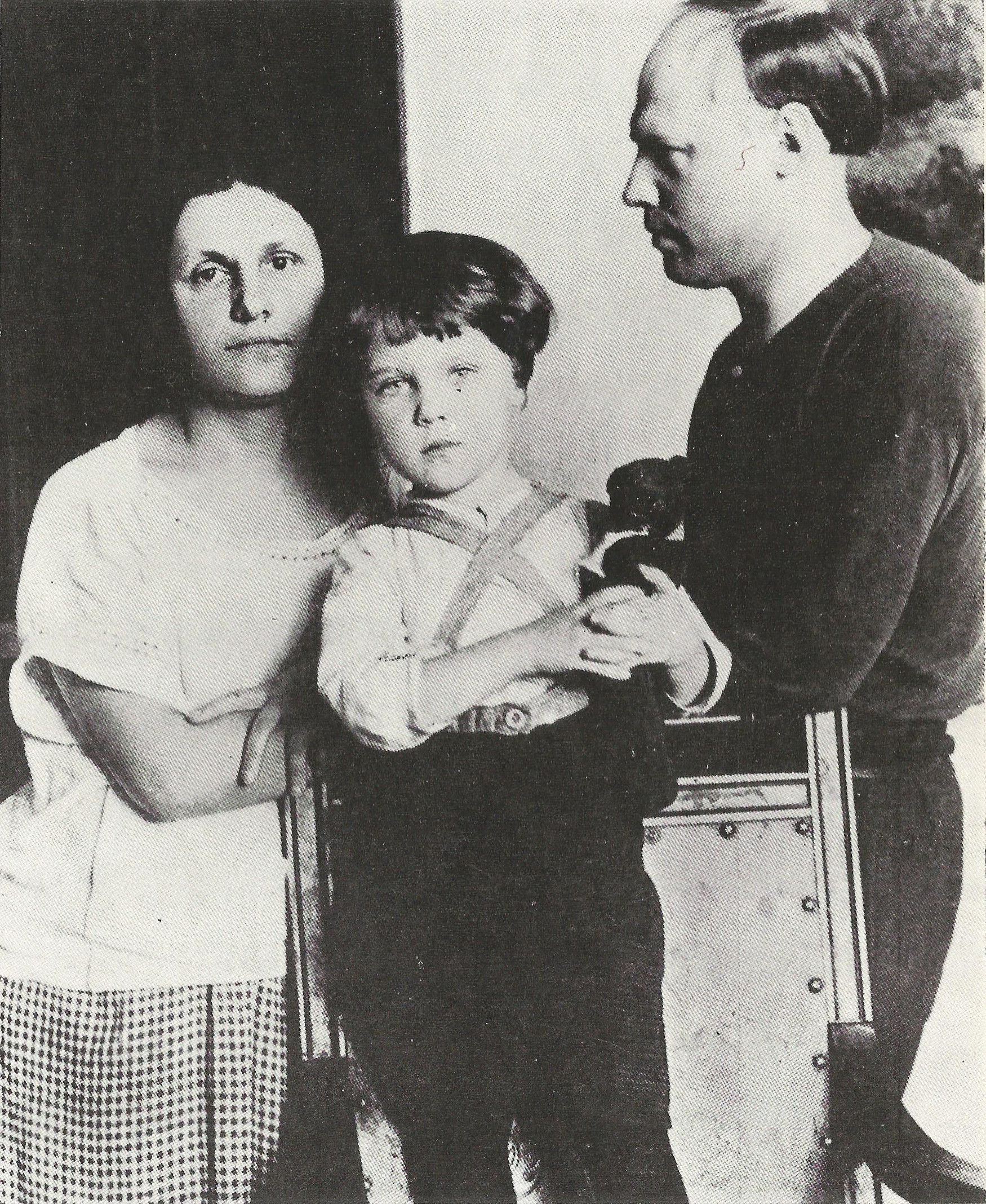
Александр Древин, Надежда Удальцова и их сын Андрей, около 1925

Андрей Древин родился 26 августа 1921 года в Москве в семье художников Александра Древина и Надежды Удальцовой.
Принимал участие в Великой Отечественной войне. Воевал на Ленинградском и 2-м Прибалтийском фронтах. В бою под Ленинградом получил серьёзное ранение. Награждён орденом Отечественной войны II степени, медалями «За боевые заслуги», «За оборону Ленинграда», «За победу над Германией в Великой Отечественной войне 1941—1945 гг.» и другими.
В 1946 году поступил в Московский художественный институт имени В. И. Сурикова. Учился у А. Т. Матвеева и Д. П. Шварца, но главным учителем считал свою мать Н. А. Удальцову. В 1951 году окончил институт (дипломная работа «А. В. Суворов», руководитель Н. В. Томский).
В 1950 году вступил в КПСС. С 1953 года участвовал в художественных выставках. В 1957 году вступил в Союз художников СССР. В 1951—1953 годах преподавал в Московском областном художественном педагогическом училище памяти 1905 года. С 1956 по 1961 год преподавал в Московском художественном институте. Среди его учеников были О. К. Комов и Ю. Л. Чернов.
Умер в Москве 7 апреля 1996 года. Похоронен на Новодевичьем кладбище.
Работы Андрея Древина находятся в собраниях Государственной Третьяковской галереи, Государственного Русского музея и других художественных музеев бывшего СССР.

## Оценки
По мнению В. А. Кулакова, портретные работы Андрея Древина отличаются глубиной психологических характеристик. В поздних своих работах Древин «стремился к символическому синтезу пространства и времени».
Д. Н. Тугаринов так отзывался о Древине:
Древин относится к тем художникам, от работ которых практически ничего не осталось. Их у него, впрочем, было немного: он очень долго и обстоятельно работал над формой. То есть качество в данном случае превалировало над количеством».

## Работы

Памятник И. А. Крылову

- «Студентка» (гипс тонированный, 1953, Латвийский национальный художественный музей)[3]
- «Обнажённая» (бронза, 1959, ГРМ)[3]
- Портрет Н. А. Удальцовой (1950-е годы, гипс; фигура в рост, 1980-е годы, гипс; обе — в Московском музее современного искусства)[1]
- «Женщина» (гранит, 1961, Латвийский национальный художественный музей)[3]
- «Ирака — дочь охотника» (гранит, 1961, Дальневосточный художественный музей; бронза, Екатеринбургский музей изобразительных искусств)[3]
- Портрет скульптора Н. Сибгатулиной (дерево, гранит, 1962)[4]
- «В. И. Чапаев» (известняк, 1965, Нижнетагильский музей изобразительных искусств)[3]
- «Вологодский старожил» («А. И. Покровский», гипс раскрашенный, 1966, ГТГ)[3]
- «Прачка» (бронза, 1966)[4]
- «Женский торс» (дерево, 1966)[3]
- «Дедал» (бронза, 1967)[3]
- «Скульптор» («Автопортрет», дерево, 1968, ГТГ)[3]
- «Лицо войны» (бронза, 1968)[4]
- «Плотник» (алюминий, 1970, Калужский музей изобразительных искусств)[4][1]
- «Лиля» (дерево, 1970)[3]
- «М. С. Пушкин» (мрамор, 1974)[4]
- Портрет скульптора С. Л. Рабиновича (бронза, 1975, Московский музей современного искусства)[1]
- «Военный художник» («Портрет отца», бронза, 1976, ГТГ)[1]
- «Тень ушедших» («Рука войны», бронза, гранит, 1978, ГТГ)[1]
- Портрет В. В. Стародубовой (бронза, 1985, ГТГ)[1]
- «Пространство креста» (бронза, дерево, 1994—1996)[1]

Монументальные и декоративные произведения
- «Шахтёр» (бетон, 1950, ДК в Караганде)[1]
- Композиция для фонтана «Цапли» (кованая медь, 1954, Ростов-на-Дону)[3]
- Декоративная решётка (железо, стекло, 1967, Южно-Казахстанский областной драматический театр)[4][3]
- Проект памятника М. Ю. Лермонтову в Москве (гипс тонированный, 1961, совместно с В. X. Думаняном)[3]
- Проект памятника «Жертвам Освенцима» для Освенцима (гипс тонированный, 1961, совместно с В. В. Белинковым, И. Ф. Блюмель и В. X. Думаняном)[3]
- Памятник баснописцу Крылову на Патриарших прудах в Москве (бронза, 1976; фигура Крылова выполнена Древиным, персонажи басен — Даниэлем Митлянским)[1]

Рисунки
- Портрет Н. А. Удальцовой (1939)[3]
- Портрет А. И. Покровского (1966)[3]
- Пейзажи Москвы (1967)[3]
- Серия пейзажей «По Чехословакии» (1964 и 1970)[3]
- Портрет С. Л. Рабиновича (1970)[3]

## Память
Портреты Андрея Древина выполнили А. Д. Древин в парном портрете «Завтрак охотника» (1937), Н. А. Удальцова (масло, 1948), Д. Д. Жилинский в картине «Молодые скульпторы» (1964, Пензенская областная картинная галерея имени К. А. Савицкого), О. К. Комов (бронза, 1966).